# Zlaté maliny za rok 1992
Zlaté maliny za rok 1992 byly udělovány 28. března 1993 v Hollywood Roosevelt Hotel v Kalifornii k uctění nejhorších filmů roku. Nejvíce nominací získal film Osobní strážce, celkem 7.

## Nominace
| Kategorie                         | Nominace (vítěz tučně)                                                                                    |
| --------------------------------- | --- |
| Nejhorší film                     | Záblesk (20th Century Fox)                                                                                |
| Nejhorší film                     | Osobní strážce (Warner Bros.)                                                                             |
| Nejhorší film                     | Kryštof Kolumbus (Warner Bros.)                                                                           |
| Nejhorší film                     | Mrazivá vášeň (Warner Bros.)                                                                              |
| Nejhorší film                     | Newsies (Disney)                                                                                          |
| Nejhorší herec                    | Sylvester Stallone za film Stůj, nebo maminka vystřelí! v roli seržanta Joeho Bomowskiho                  |
| Nejhorší herec                    | Kevin Costner za film Osobní strážce v roli Franka Farmera                                                |
| Nejhorší herec                    | Michael Douglas za filmy Základní instinkt a Záblesk v rolích detektiva Nicka Currana a Eda Lelanda       |
| Nejhorší herec                    | Jack Nicholson za filmy Hoffa a Když má muž problémy v rolích Jimmyho Hoffa a Eugena Earla Axlineho       |
| Nejhorší herec                    | Nathan Fillion za film Cena úspěchu dojde! v roli Jona Aldricha                                           |
| Nejhorší herečka                  | Melanie Griffith za filmy Záblesk a Cizinec mezi námi v rolích Lindy Voss a Emily Eden                    |
| Nejhorší herečka                  | Kim Basinger za filmy Senzační svět a Mrazivá vášeň v rolích Holli Would a Heather Evans                  |
| Nejhorší herečka                  | Lorraine Bracco za filmy Šaman a Rudé stopy v rolích Dr. Rae Crana a Ellen Schofield                      |
| Nejhorší herečka                  | Whitney Houston za film Osobní strážce v roli Rachel Marron                                               |
| Nejhorší herečka                  | Sean Young za film Zločiny lásky v roli Dany Greenway                                                     |
| Nejhorší herec ve vedlejší roli   | Tom Selleck za film Kryštof Kolumbus v roli krále Ferdinanda                                              |
| Nejhorší herec ve vedlejší roli   | Alan Alda za film Šepoty ve tmě v roli Lea Greena                                                         |
| Nejhorší herec ve vedlejší roli   | Marlon Brando za film Kryštof Kolumbus v roli Tomase de Torquemady                                        |
| Nejhorší herec ve vedlejší roli   | Danny DeVito za film Batman se vrací v roli Oswalda Cobblepota/Tučňáka                                    |
| Nejhorší herec ve vedlejší roli   | Robert Duvall za film Newsies v roli Josepha Pullitzera                                                   |
| Nejhorší herečka ve vedlejší roli | Estelle Getty za film Stůj, nebo maminka vystřelí! v roli Tutti Bomowski                                  |
| Nejhorší herečka ve vedlejší roli | Ann-Margret za film Newsies v roli Meddy Larkson                                                          |
| Nejhorší herečka ve vedlejší roli | Tracy Pollan za film Cizinec mezi námi v roli Mary                                                        |
| Nejhorší herečka ve vedlejší roli | Jeanne Tripplehorn za film Základní instinkt v roli Dr. Beth Garner                                       |
| Nejhorší herečka ve vedlejší roli | Sean Young za film Byl jednou jeden zločin v roli Phoebe                                                  |
| Nejhorší režie                    | David Seltzer za film Záblesk                                                                             |
| Nejhorší režie                    | Danny DeVito za film Hoffa                                                                                |
| Nejhorší režie                    | John Glen za film Kryštof Kolumbus                                                                        |
| Nejhorší režie                    | Barry Levinson za film Hračky                                                                             |
| Nejhorší režie                    | Kenny Ortega za film Newsies                                                                              |
| Nejhorší scénář                   | Blake Snyder, William Osborne a William Davies za film Stůj, nebo maminka vystřelí!                       |
| Nejhorší scénář                   | Lawrence Kasdan za film Osobní strážce                                                                    |
| Nejhorší scénář                   | John Briley a Cary Bates za film Kryštof Kolumbus                                                         |
| Nejhorší scénář                   | Wesley Strick za film Mrazivá vášeň                                                                       |
| Nejhorší scénář                   | David Seltzer za film Záblesk                                                                             |
| Nejhorší nová hvězda              | Pauly Shore za film California Man v roli Stanley Brown                                                   |
| Nejhorší nová hvězda              | Georges Corraface za film Kryštof Kolumbus v roli Kryštofa Kolumbuse                                      |
| Nejhorší nová hvězda              | Kevin Costner za film Osobní strážce v roli Franka Farmera                                                |
| Nejhorší nová hvězda              | Whitney Houston za film Osobní strážce v roli Rachel Marron                                               |
| Nejhorší nová hvězda              | Sharon Stone za film Základní instinkt                                                                    |
| Nejhorší filmová píseň            | „High Times, Hard Times“ z filmu Newsies, napsali Alan Menken a Jack Feldman                              |
| Nejhorší filmová píseň            | „Book of Days“ z filmu Navždy a daleko, napsali Enya a Roma Ryan                                          |
| Nejhorší filmová píseň            | „Queen of the Night“ z filmu Osobní strážce, napsali Whitney Houston, L.A. Reid, Babyface a Daryl Simmons |